# Rowland Egerton-Warburton
Rowland Egerton-Warburton (ur. 4 września 1804, zm. 6 grudnia 1891 w Arley Hall) – angielski posiadacz ziemski, zapalony myśliwy i poeta. W swojej twórczości odwoływał się do swojej pasji, jaką były tradycyjne łowy na lisa. Napisał też własną wersję ballady o Lorelei (Rhine, the River. The Lorelei).